# Acyphoderes carinicollis
Acyphoderes carinicollis är en skalbaggsart som beskrevs av Bates 1873. Acyphoderes carinicollis ingår i släktet Acyphoderes och familjen långhorningar.
Artens utbredningsområde är:
- Paraguay.
- Uruguay.

Inga underarter finns listade i Catalogue of Life.